# Tennessee államban történt légi közlekedési balesetek listája
A Tennessee államban történt légi közlekedési balesetek listája az Amerikai Egyesült Államok Tennessee államában történt halálos áldozattal járó, illetve a kisebb balesetek, meghibásodások miatt történt, gyakran csak az adott légiforgalmi járművet érintő baleseteket is tartalmazza évenkénti bontásban. 

## Tennessee államban történt légi közlekedési balesetek

### 2016
- 2016. június 2., Smyrna közelében. A Great Tennessee Air Show légiparádé közben lezuhant Jeff Kuss százados Blue Angel #6 nevű repülőgépe. A lezuhant gép egy Blue Angel F/A 18 C Hornet volt. A balesetben a pilóta életét vesztette.[1]

### 2017
- 2017. február 19. 19:00 körül (helyi idő szerint), McMinnville közelében, a Warren County Memorial Airport közelében. Egy Piper PA–32 típusú kisrepülőgép leszállás közben földnek csapódott Warren megyében. A balesetben a gép pilótája és utasa életét vesztette.[2]

### 2021
- 2021. május 29. Percy Priest-tó, Smyrna közelében. Lezuhant egy Cessna C501-es típusú kisrepülőgép. A gépen utazó 7 fő életét vesztette. Köztük volt az 58 éves Joe Lara színész és felesége is. [3]